# Xavier Corominas i Mainegre
Xavier Corominas i Mainegre (Girona, 14 de gener de 1951). Alcalde de Salt entre els anys 1991 i 1999, en l'actualitat és conegut per ser un promotor de l'ús de la bicicleta.